# Championnats du monde de ski alpin 1950
Navigation
Saint-Moritz 1938 Oslo 1952
Les championnats du monde de ski alpin 1950 ont eu lieu à Aspen aux États-Unis du 13 au 18 février 1950. Ils se déroulaient pour la première fois hors d'Europe et comportaient pour la première fois une épreuve de slalom géant.
Chez les hommes, ils ont été dominés par l'Italien Zeno Colò, médaillé dans les trois épreuves, tandis que chez les femmes trois Autrichiennes se partageaient toutes les médailles d'or et d'argent. Trude Beiser-Jochum, qui venait d'avoir un enfant, remportait notamment la médaille d'or de descente.

## Palmarès

### Hommes
| Épreuves | Or                       | Argent                  | Bronze                |
| -------- | ------------------------ | ----------------------- | --------------------- |
| Descente | Zeno Colò Italie         | James Couttet France    | Egon Schöpf Autriche  |
| Géant    | Zeno Colò Italie         | Fernand Grosjean Suisse | James Couttet France  |
| Slalom   | Georges Schneider Suisse | Zeno Colò Italie        | Stein Eriksen Norvège |

### Femmes
| Épreuves | Or                           | Argent                       | Bronze                             |
| -------- | ---------------------------- | ---------------------------- | ---------------------------------- |
| Descente | Trude Beiser-Jochum Autriche | Erika Mahringer Autriche     | Georgette Thiollière-Miller France |
| Géant    | Dagmar Rom Autriche          | Trude Beiser-Jochum Autriche | Lucienne Schmidt-Couttet France    |
| Slalom   | Dagmar Rom Autriche          | Erika Mahringer Autriche     | Celina Seghi Italie                |

## Tableau des médailles
| Rang | Nation   | Or | Argent | Bronze | Total |
| ---- | -------- | -- | ------ | ------ | ----- |
| 1    | Autriche | 3  | 3      | 1      | 7     |
| 2    | Italie   | 2  | 1      | 1      | 4     |
| 3    | Suisse   | 1  | 1      | 0      | 2     |
| 4    | France   | 0  | 1      | 3      | 4     |
| 5    | Norvège  | 0  | 0      | 1      | 1     |

## Participants par nations
| France | François Baud James Couttet Désiré Lacroix Henri Oreiller Georges Panisset Jean Pazzi Claude Penz | Micheline Desmazières Jacqueline Martel Georgette Thiollière-Miller Suzanne Thiollière Lucienne Schmidt-Couttet |